# Ereção post mortem
A ereção post mortem ou ereção terminal é uma ereção que se dá após a morte, tecnicamente um priapismo, que se observa principalmente nos corpos de machos humanos que foram executados, particularmente através de enforcamento.

## Descrição
O fenômeno foi atribuído à pressão sobre o cerebelo criada por um nó corrediço. Lesões da medula espinhal são conhecidas por estarem associadas a priapismo. Lesões no cerebelo ou na medula espinhal são frequentemente associadas a priapismo em pacientes vivos. Foi observado que a morte por enforcamento, seja uma execução ou um suicídio, afetava os órgãos genitais de homens e mulheres. Nas mulheres, os lábios e o clitóris podem ficar inchados e pode haver secreção de sangue da vagina. Nos homens, "um estado mais ou menos completo de ereção do pênis, com secreção de urina, muco ou fluido prostático, é uma ocorrência frequente … presente em um caso em três." Outras causas de morte também podem resultar nesses efeitos, incluindo tiros fatais na cabeça, danos aos principais vasos sanguíneos e morte violenta por envenenamento. Um priapismo post mortem é um indicador de que a morte foi provavelmente rápida e violenta. Em um caso relatado na Tailândia, um excesso de sildenafila (Viagra) foi considerado a causa de uma ereção post mortem em um homem de 64 anos.